# Världsmästerskapet i schack 1951
Världsmästerskapet i schack 1951 var en titelmatch mellan den regerande världsmästaren Michail Botvinnik och utmanaren David Bronstein. Den spelades i Moskva mellan den 15 mars och den 11 maj 1951. Matchen spelades över 24 partier och slutade oavgjort (12–12) vilket innebar att Botvinnik behöll världsmästartiteln.
Utgången innan matchen var oviss. Botvinnik hade vunnit VM-turneringen 1948 klart, men han hade inte spelat i större turneringar sedan dess. Bronstein var ny i världseliten men hade gått starkt framåt de senaste åren med delade segrar i Sovjetmästerskapen 1948 och 1949, och han hade imponerat under kvalificeringen.
Matchen spelades i Tjajkovskijhallen i Moskva med plats för 1 300 åskådare. Intresset var stort och det var utsålt i förväg.
En av invigningstalarna var Folke Rogard som hade blivit president för FIDE 1949.
Bronstein spelade aggressivt och idérikt men hade inte samma säkerhet i slutspelet som Botvinnik.
Med fyra partier kvar ledde Botvinnik med en poäng men Bronstein vände matchen med segrar i de 21:a och 22:a partierna. I det 23:e partiet lyckades Botvinnik utjämna och rädda matchen genom att vinna ett långt slutspel.

## Kvalificering till titelmatchen
För första gången skedde kvalificeringen till titelmatchen enligt den struktur som lagts fast av FIDE inför världsmästerskapet i schack 1948.
Det innebar att det först skulle spelas zonturneringar i olika delar av världen, men eftersom processen var ny så förekom inte formella zonturneringar i de flesta zonerna, utan FIDE fick ta ut spelare baserat på resultat i turneringar de senaste åren. De uttagna fick spela i en interzonturnering, och de främsta där kvalificerade sig för kandidatturneringen där utmanaren utsågs.

### Interzonturneringen
Interzonturneringen med 20 deltagare spelades i Saltsjöbaden mellan den 16 juli och 14 augusti 1948. Valet av arrangörsland berodde på att Sverige klarat sig helskinnat genom kriget och att schacklivet var välorganiserat, mycket tack vare Ludvig Collijns insatser. Sverige hade också den blivande FIDE-presidenten Folke Rogard och skulle senare komma att arrangera interzonturneringarna 1952, 1955 och 1962.
De åtta första kvalificerade sig för kandidatturneringen.
Ungraren László Szabó ledde länge men i slutronderna gick David Bronstein förbi och vann på 13½ poäng (på 19 ronder). Det var överraskande eftersom Bronstein var den ende av de sovjetiska deltagarna som inte innehade den sovjetiska stormästartiteln.
Övriga kvalificerade var Isaak Boleslavskyj, Alexander Kotov, Andor Lilienthal, Miguel Najdorf, Gideon Ståhlberg och Salo Flohr.
Igor Bondarevskij slutade på samma poäng (10½) som Najdorf, Ståhlberg och Flohr, men han blev sjuk så det planerade särspelet behövde inte spelas.
Gösta Stoltz slutade på artonde plats och Erik Lundin på tjugonde.
Utöver dessa åtta var de förlorande deltagarna i VM-turneringen 1948 (Vasilij Smyslov, Paul Keres, Samuel Reshevsky, och Max Euwe), liksom Reuben Fine, direktkvalificerade för kandidatturneringen, men Reshevsky, Euwe och Fine avstod från att delta.

### Kandidatturneringen
Kandidatturneringen med 10 deltagare spelades i Budapest mellan den 9 april och 16 maj 1950. Alla mötte alla två gånger, totalt 18 ronder. Bronstein och Boleslavskyj delade segern på 12 poäng, två poäng före Smyslov.
| Placering | Spelare            | 1   | 2   | 3   | 4   | 5   | 6   | 7   | 8   | 9   | 10  | Poäng |
| --------- | ------------------ | --- | --- | --- | --- | --- | --- | --- | --- | --- | --- | ----- |
| 1         | David Bronstein    |     | ½ ½ | 0 1 | ½ 1 | 1 1 | 1 ½ | 0 1 | ½ ½ | 1 ½ | ½ 1 | 12    |
| 2         | Isaak Boleslavskyj | ½ ½ |     | 1 ½ | ½ ½ | ½ ½ | 1 ½ | ½ ½ | ½ 1 | ½ 1 | 1 1 | 12    |
| 3         | Vasilij Smyslov    | 1 0 | 0 ½ |     | ½ ½ | 1 ½ | ½ 1 | 0 1 | ½ 1 | ½ ½ | ½ ½ | 10    |
| 4         | Paul Keres         | ½ 0 | ½ ½ | ½½  |     | ½ ½ | 1 0 | 1 ½ | ½ ½ | ½ 1 | ½ ½ | 9½    |
| 5         | Miguel Najdorf     | 0 0 | ½ ½ | 0 ½ | ½ ½ |     | ½ ½ | ½ ½ | 1 1 | ½ 1 | ½ ½ | 9     |
| 6         | Alexander Kotov    | 0 ½ | 0 ½ | ½ 0 | 0 1 | ½ ½ |     | ½ 1 | 1 0 | 1 0 | 1 ½ | 8½    |
| 7         | Gideon Ståhlberg   | 1 0 | ½ ½ | 1 0 | 0 ½ | ½ ½ | ½ 0 |     | ½ ½ | ½ ½ | ½ ½ | 8     |
| 8         | Andor Lilienthal   | ½ ½ | ½ 0 | ½ 0 | ½ ½ | 0 0 | 0 1 | ½ ½ |     | 1 0 | ½ ½ | 7     |
| 9         | László Szabó       | 0 ½ | ½ 0 | ½ ½ | ½ 0 | ½ 0 | 0 1 | ½ ½ | 0 1 |     | 1 0 | 7     |
| 10        | Salo Flohr         | ½ 0 | 0 0 | ½ ½ | ½ ½ | ½ ½ | 0 ½ | ½ ½ | ½ ½ | 0 1 |     | 7     |

De två vinnarna spelade ett särspel i Moskva mellan den 31 juli och 27 augusti 1950. Båda spelarna var från Ukraina och de var personliga vänner (Bronstein gifte sig långt senare med Boleslavskys dotter).
Matchen spelades över 12 partier som slutade oavgjort 6–6. Efter två förlängningspartier vann Bronstein med 7½–6½ och fick därmed rätt att utmana Botvinnik.

## Regler
Titelmatchen spelades som bäst av 24 partier. Vid ett oavgjort resultat (12–12) behöll den regerande mästaren titeln.
Man spelade tre partier per vecka. Dragserien var 40 drag på två och en halv timme, därefter16 drag per timme. Partierna avbröts efter 5 timmars spel och återupptogs dagen efter.
Gideon Ståhlberg var biträdande domare.

## Resultat
| Namn              | Parti | Parti | Parti | Parti | Parti | Parti | Parti | Parti | Parti | Parti | Parti | Parti | Parti | Parti | Parti | Parti | Parti | Parti | Parti | Parti | Parti | Parti | Parti | Parti | Poäng |
| Namn              | 1     | 2     | 3     | 4     | 5     | 6     | 7     | 8     | 9     | 10    | 11    | 12    | 13    | 14    | 15    | 16    | 17    | 18    | 19    | 20    | 21    | 22    | 23    | 24    | Poäng |
| ----------------- | ----- | ----- | ----- | ----- | ----- | ----- | ----- | ----- | ----- | ----- | ----- | ----- | ----- | ----- | ----- | ----- | ----- | ----- | ----- | ----- | ----- | ----- | ----- | ----- | ----- |
| Michail Botvinnik | ½     | ½     | ½     | ½     | 0     | 1     | 1     | ½     | ½     | ½     | 0     | 1     | ½     | ½     | ½     | ½     | 0     | ½     | 1     | ½     | 0     | 0     | 1     | ½     | 12    |
| David Bronstein   | ½     | ½     | ½     | ½     | 1     | 0     | 0     | ½     | ½     | ½     | 1     | 0     | ½     | ½     | ½     | ½     | 1     | ½     | 0     | ½     | 1     | 1     | 0     | ½     | 12    |